# Dalida (filme)

Dalida é um filme francês de 2017, do gênero drama biográfico, dirigido por Lisa Azuelos. O filme narra a trajetória da artista egípcio-francesa (de origem italiana) Dalida (1933-1987), que fora de Miss Egito nos anos 1950 a uma das mais bem-sucedidas intérpretes da música do século XX. No elenco Sveva Alviti (como Dalida), ·  Riccardo Scamarcio, Jean-Paul Rouve, Nicolas Duvauchelle e Alessandro Borghi.